# Варлаам Калабрийский
Варлаа́м Калабрийский (лат. Barlaam Calaber, греч. Βαρλαὰμ Καλαβρός, в миру Бернардо Массари, итал. Bernardo Massari; ок. 1290—1348) — калабрийский монах, писатель, философ и богослов, закончивший свои дни в лоне Римско-католической церкви в сане епископа Джераче.
Был инициатором и активным участником богословско-философского движения в Византии XIV века, выразившегося в борьбе двух партий — варлаамитов и паламитов. Учение Варлаама было осуждено Восточной Церковью как еретическое.

## Биография
Родился около 1290 года в Семинара, Калабрия, Южная Италия, в православной семье, хорошо знал греческий язык. По происхождению — грек. Около 1330 г. он переехал в Константинополь, где вскоре вошел в церковные и политические круги; император Андроник III Палеолог дал ему должность преподавателя в университете. Позднее стал игуменом монастыря Спасителя в Фессалониках, и на него были возложены две конфиденциальные миссии от имени императора. В 1333—1334 г., Варлаам провел переговоры о церковной унии с представителями папы Иоанна XXII. В 1339 году он был направлен к Папе Бенедикту XII в Авиньоне, чтобы обсудить объединение церквей, но потерпел неудачу. Однако тогда он познакомился с Петраркой, которому позднее преподавал греческий язык.
В середине тридцатых годов XIV в. оживились богословские дискуссии между греками и латинянами. В ряде своих антилатинских сочинений, направленных, в частности, против латинского учения об исхождении Святого Духа и от Сына, Варлаам подчеркивал, что Бог непостижим и что суждения о Боге не доказуемы. Тогда Григорий Палама написал аподиктические слова против латинского новшества, подвергнув критике богословский «агностицизм» Варлаама и его чрезмерное доверие авторитету языческой философии, получившей позднее название идеализма: Варлаам был последователем аристотелевской схоластики и филологом. После этого разгорелся конфликт между Варлаамом и Паламой; Варлаам обвинил Паламу в ереси как защитника исихазма. Однако два Софийских собора 1341 г. и Влахернский собор 1351 г. осудили Варлаама.
10 июня 1341 спор об исихазме прошёл на Соборе, состоявшемся в Константинополе под председательством императора Андроника; прежде всего, из-за огромного влияния, которое имел в Восточной Церкви Псевдо-Дионисий Ареопагит и его сочинения, Варлаам был осужден и принес покаяние. Вернулся в Калабрию, где принял римское католичество. Стал домашним учителем греческого языка у будущего великого поэта гуманиста Франческо Петрарки, а позднее получил сан епископа Иеракского (епископ Джераче). В ходе позднейших исихастских споров все противники Паламы получили название варлаамитов, так как, хотя они обычно не выступали, в отличие от Варлаама, против исихастской практики, а извращали и истолковывали её в духе идеализма, поскольку так же, как Варлаам, были последователями языческой идеалистической философии и противниками христоцентрического гуманизма и взглядов святителя Паламы. В то же время собор Константинопольского патриархата, подтвердив осуждение идеализма V Вселенским Собором и в богослужении Православной церкви, возможно, по инициативе самого склонного к компромиссам святителя Паламы, несмотря на выпады в его сочинениях против всей греческой философии идеализма, прямо не осудил ученика Платона Аристотеля, на которого чаще всего ссылался Варлаам, чтобы не оскорблять участвовавших в работе собора представителей римского папы, и Сократа, так как в греческой патристике неоднократно проводились параллели между Сократом и Христом, и сама православная вера называлась греческой, хотя в то время греки именовались ромеями, именно вследствие связи с греческой философией. К тому же заслугами Сократа считались создание образа философа-христианина до Христа согласно Иустину Философу, Амвросию Медиоланскому и другим Святым Отцам, развитие рационализма и философии в целом, а не идеализма (варлаамизма).
Умер Варлаам в 1348 году.

## Выступление против исихазма
Столкновение произошло в 1337 году, когда Варлаам был оповещён некими простыми и неграмотными монахами о некоем техническом способе, который применяли исихасты при творении умной молитвы. Изучив также некоторые сочинения исихастских отцов, посвященные молитвенному деланию, особенно сочинение Никифора Уединённика, он неистово напал на исихастов, называя их мессалианами и «пуподушниками» (ὀμφαλόψυχοι). Тогда на Паламу было возложено опровержение нападок Варлаама. Личная встреча ещё более обострила противоречие.
Живя в Константинополе и бывая на Афоне, который был центром византийского средневекового монашества, Варлаам был смущён воззрениями и способом подвижничества византийских исихастов, этих безмолвников и молчальников, отличавшихся замкнутой созерцательностью, проводивших время в молитве и умном делании, совершенно отрешившихся от интересов мира и помышлявших исключительно о спасении.
Такой тип подвижничества, неизвестный западному монашеству, живущему преимущественно деятельной жизнью, показался Варлааму не только странным, но и заслуживающим осуждения. Но представитель западного иночества еще более был смущен, когда один из простодушных афонских калогеров в безыскусной форме сообщил ему, что иноки, посредством особого способа аскетической настроенности, удостаиваются телесными очами видеть свет Божественный и созерцать природу Божию.
Варлаам в полемике с исихастами не ограничился словесными обличиями, но и написал сочинение, в котором доказывал, что свет Божественный, в частности, воссиявший на горе Фаворе, есть вещественный и тленный, обличал монахов за то, что они, якобы, считают Священное Писание бесполезным, а науку вредной, и думают, что существо Божие можно видеть телесными очами при помощи некоторых искусственных приемов. Как сказано в решениях осудившего его собора, Варлаам «стал попирать ногами и всю монашескую добродетель в теории и на практике, имея в виду (даже) священный Афон, общее вместилище всякой добродетели, этот сонм, избранный во всей вселенной, где хранятся поистине олимпийские доблести».
«Варлаам был не в состоянии понять мистико-аскетической традиции Востока, и поэтому он критиковал её», считал византолог Мейендорф. По мнению Паламы, «слава Господня» являющаяся в различных эпизодах из Ветхого и Нового Завета (например, горящий куст, который видел Моисей, свет на горе Фаворе на Преображение) была на самом деле нетварной энергией Бога (то есть, благодатью Бога). Варлаам же считал, что они были тварны, поскольку ни одна из частей Бога, как бы то ни было, не может быть непосредственно воспринимаема человеком. Согласно православным литургическим песнопениям, Святой Дух «сделал апостолами рыбаков» (то есть, делает святыми даже необразованных людей). В своей борьбе с исихазмом Варлаам заключил, что знания житейской мудрости необходимо для совершенствования монахов и отрицал возможность видения Божественной жизни. Таким образом, будучи гуманистом, Варлаам переоценивал значение философии для богословия, утверждая, что только на основе философии человечество может прийти к совершенству.

## Варлаам и Восточная Церковь
Воззрения Варлаама встретили в Византии некоторое сочувствие. Это объясняется тем, что здесь почва была достаточно к тому подготовлена предшествующей борьбой двух местных церковных партий — зилотов и политиков, первая из которых защищала интересы монашества, а вторая — белого духовенства. Столкновение этих партий можно наблюдать на протяжении целых веков (VIII—XIV): борьба паламитов с варлаамитами не стояла особняком в церковно-общественной жизни средневековой Византии. Это часть культурного движения, возникшего в Византии в XIV в., вызвав значительную активность мысли и философской, и богословской.
Зилоты Фессалоник находились под влиянием учения Варлаама и его догматического приговора исихазму, так что Григорию Паламе, архиепископу Фессалоник, даже не удавалось занять свою кафедру. Однако в общем Варлаам, воспитанный в духе гуманизма, так и не смог преодолеть разрыв между христианскими Западом и Востоком; ему так и не удалось синтезировать две традиции удовлетворительным образом. Поставив философию над богословием, Варлаам попал под огонь критики Восточной Церкви.
Причину осуждения Варлаама нужно видеть в его рационализме, излишнем доверии разуму и в предпочтении логических доводов свидетельству церковного предания. Поводом к борьбе между варлаамитами и паламитами послужили аскетические идеалы византийских исихастов, стоявшие в связи с основными принципами, характером и направлением греко-восточного монашества, но непонятные для богослова-рационалиста и даже показавшиеся странными с точки зрения сторонника философии Аристотеля. По словам о. Иоанна Мейендорфа, «Григорий Палама строит всю полемику с Варлаамом Калабрийским на вопросе об „эллинской мудрости“, которую он рассматривает в качестве основного источника ошибок Варлаама.»
По воззрению Варлаама, державшегося схоластического направления в философии, человеческий ум способен постигать саму природу вещей, так как представления ума тождественны с реальными вещами. Средством к познанию сущности вещей служат силлогизмы, правильное пользование которыми и ведет человека к истине. А постижение человеком истины приближает его к Богу, Который есть высочайшая истина, и соединяют его с Творцом. То, что называется блаженным созерцанием Бога, есть мысленное восприятие Божества, или осияние, доступное избранным, но не приобщение человеку существа Божия, которое недоступно внешним чувствам.
В этом пункте учения Варлаама сказалась существенная разница его воззрений сравнительно с воззрениями византийских ученых, которые, не признавая за логикой и силлогизмами могущественного орудия к познанию причины всего сущего, ссылались на авторитет церковного предания и святоотеческих творений как на единственно надежный путь к познанию сущего и вообще рекомендовали не преступать в богословии пределов, установленных святыми отцами.
Эти две противоположные точки зрения на познание, схоластическая и традиционная византийская, с особенной рельефностью определились в области применения тех и других философских воззрений к христианской догматике, повод к которому был дан учением византийских исихастов.
В полемику с Варлаамом вступил архиепископ Фессалоникийский Григорий Палама (см. подробности полемики в статье о нём). Учение Варлаама как еретическое вызвало осуждение Восточной Церкви. По поводу него созывались соборы в 1341, 1347, 1351, 1352 и 1368. На этих соборах учение Паламы и его сторонников было признано согласным с учением церкви, Варлаам и другие противники Паламы анафематствованы, а все их творения уничтожены (поэтому с воззрениями Варлаама мы знакомы только по цитатам и полемическим выпадам в трудах победившей стороны. Все другие, кроме Варлаама, оставившие нам свои труды антипаламиты, были исихастами и противниками Варлаама, представителями победившей Варлаама, но затем расколовшейся на следующем этапе исихастских споров, стороны. Их называют варлаамитами не потому, что они были сторонниками Варлаама в споре, а потому что придерживались идеализма, названного варлаамизмом, например, даже в Исповедании православной веры святителя Паламы). Варлаам, обвинявший исихастов в неправильном способе молитвы и опровергавший учение о нетварном Фаворском свете, был осужден. Можно предположить, что в странной смеси агностицизма и рационализма, отрицания исихазма и чрезвычайного почтения к философии идеализма Восточная Церковь разглядела угрозу своим традиционным воззрениям. Хотя Григорию Паламе еще предстояло отстаивать свои воззрения от более тонких атак, можно сказать, что после собора 1341 г. и удаления Варлаама завершился первый этап исихастских споров.